# Șelaru
Selaru là một xã thuộc hạt Dâmbovița, România. Dân số thời điểm năm 2002 là 3972 người.